# Cursești-Deal
Cursești-Deal – wieś w Rumunii, w okręgu Vaslui, w gminie Pungești. W 2011 roku liczyła 204 mieszkańców.